# بخش روسلافلسکی
بخش روسلافلسکی (به لاتین: Roslavlsky District) یک منطقهٔ مسکونی در روسیه است که در استان اسمولنسک واقع شده‌است.